# Eirmotus isthmus
Eirmotus isthmus és una espècie de peix cipriniforme de la família dels ciprínids.

## Morfologia
Els mascles poden assolir els 3,3 cm de longitud total.

## Distribució geogràfica
Es troba a Indonèsia (Sumatra i Borneo).